# Соборный парк (Рязань)
Собо́рный па́рк — регулярный парк в Советском районе города Рязани. Выходит на одноимённую улицу и площадь на западе, а другой стороной соединяется с территорией Рязанского кремля через Глебовский мост.
В средние века в этом месте располагался укреплённый городской Острог, поэтому северная и западная часть парка находятся на высоком обрывистом холме, возвышающимся над крепостным оборонительным рвом и долиной реки Трубеж. В XVIII веке, во время реализации первого генерального плана города, полученного от императрицы Екатерины II в 1780 году, острожные башни были снесены, а на месте городского Острога начали строить обширную Ильинскую площадь, которая должна была стать главной административной площадью города. Однако, из-за начавшейся русско-турецкой войны строительные работы пришлось прекратить и постепенно административные губернские учреждения были построены на других улицах города.
В 1862 году неподалёку возвели здание для одного из старейших театров России — Рязанского драматического театра. В 1895 году на площади прошли торжественные празднования 800-летия города. В честь этого события был заложен Соборный бульвар и возведена Триумфальная арка 800-летия Рязани.
В 1950-е годы, одновременно с начавшейся масштабной реставрацией Рязанского кремля, площадь было решено благоустроить и превратить в регулярный парк, который находится здесь и сейчас. Парк формирует парадный вход в кремль через пропилеи на Соборной площади. Здесь расположен ансамбль малоэтажной застройки XIX века, Ильинская церковь и храм Спаса-на-Яру, памятник Сергею Есенину и вторая Трубежная набережная.

## История

### Основание Переяславля
В древние времена, когда Переяславль-Рязанский был только основан, территория будущего Соборного парка и крепость были единым целым. Глубокий овраг начинался в самой восточной части кремлёвского холма, там, где сейчас выходит на поверхность река Лыбедь. Когда крепость существенно выросла, горожане решили продолжить овраг, превратив его в крепостной оборонительный ров. Землю, вырытую со дна накидали рядом, сформировав рукотворный вал. Так территория крепости и будущего Соборного парка были отделены друг от друга.
Из Переяславля в его сторожевой форпост — город Борисов-Глебов и далее, в Коломну вёл гужевой тракт. Он начинался от одноимённой Глебовской башни, которая располагалась в том месте, где сейчас находится Соборная колокольня. От башни через ров вёл деревянный мост. В средние века ров был наполнен водой.

### Городской Острог
К XIV веку город вырос из крепостных стен, и постепенно в его южной части формируется пригородное поселение — посад. Позднее он был превращён в отдельную укреплённую крепость, называемую горожанами Острогом. Укрепления Острога содержали 18 башен и 3 ворот. Непосредственно с крепостью Острог соединялся Глебовским мостом через ров.
Территория острожной крепости более чем в два раза превышала границы современного парка. Однако, северная часть современного парка полностью повторяет древний контур Острога. Этот контур сегодня можно проследить по ограде парка. Начиная от Ильинской церкви, и далее на запад, минуя Спасский Яр, ограда упирается в современную Солнечную улицу. На её месте в древности находился оборонительный ров Острога, который начали засыпать в XVIII веке, чтобы выровнять территорию застройки будущей Соборной улицы.

### Ильинская площадь
Современный вид местность вокруг будущего парка начала приобретать в конце XVIII века. В 1780 году Екатерина II передаёт Рязани первый генеральный план. По градостроительной моде того времени, уличная сеть города приобретает геометрическую сетку, с зеркально расположенными площадями на окончаниях главных улиц. Минимальной городской единицей становится квартал. Остатки крепостных сооружений сносятся, а оборонительные рвы подвергаются засыпке.
Площадь перед кафедральным Успенским собором получает свою симметричную пару — обширную Ильинскую площадь, которая в свою очередь, симметрична Хлебной площади (современной площади Ленина). Все три площади соединяются друг с другом прямой как стрела Соборной улицей. Кремлёвский холм с Ильинской площадью теперь соединял каменный Глебовский мост, являющийся на сегодняшний момент старейшим из сохранившихся мостов города.
По задумке архитекторов, Ильинская площадь, на месте которой в будущем будет разбит парк, должна была стать главной административной площадью города. Кварталы вокруг планировались расположить полукругом, а внутри них разместить различные губернские учреждения. В первую очередь, «присутственные места» — помещения для работы чиновников, дом генерал-губернатора, губернский суд, а позднее — и дом дворянского собрания. Однако градостроительным планам помешала очередная русско-турецкая война. Средств на возведения всех задуманных зданий не хватало, поэтому в 1788 году в урезанном варианте построили только одно из задуманных зданий — Присутственные места. Сюда на работу ходил М. Е. Салтыков-Щедрин, будучи вице-губернатором. Здесь же заседала Рязанская губернская Учёная архивная комиссия, которая положила начало будущему историко-архитектурному музею-заповеднику. Позднее, в 1836 году появилось здание городской гарнизонной гауптвахты. Площадь ещё несколько десятилетий оставалась в качестве «красной линии», на которой был наложен запрет на строительство.
Постепенно, новые административные здания стали размещаться на других точках города и запрет на строительство вокруг площади был снят. Здесь начал формироваться ансамбль жилых купеческих домов, многие из которых сохранились до наших дней. В 1862 году рядом с площадью было построено новое здание для рязанского драматического театра, вернув таким образом эту территорию в культурно-общественную жизнь города. Здесь проводились парады, смотры войск, народные гуляния, ярмарки и праздники. Так известно, описание ярмарок, которые происходили здесь 2 июля — на «Федотьевскую», после 6-го августа — на яблочный Спас и 29 августа — на «Ивановскую». В это время площадь застраивалась многочисленными ларьками, прилавками и навесами. Из разных городов сюда свозились товары, проходили ярморочные гуляния и развлечения.
В конце XIX века на Соборной улице был разбит одноимённый бульвар, формируя парадный вход в кремль. Позднее именно он стал прообразом для создания здесь парка. 21 сентября 1895 года на площади прошли обширные торжества, посвящённые празднованию 800-летия города. В створе Соборной улицы, неподалёку от театра была построена Триумфальная арка 800-летия. В те времена, Соборная улица и обе верхних Трубежных набережных были главными прогулочными променадами города.
В 1905 году неподалёку талантливым предпринимателем Морозовым была выстроена городская электростанция мощностью в 300 киловатт. Предприниматель провёл освещение на многие городские улицы, в том числе и на Соборную, где на высоких столбах светли в матовых шарах «свечи Яблочкова» — что позволило гулять горожанам в позднее время.
В 1914—1917 году с площади отправляли войска на фронт Первой Мировой войны.

### Советская площадь
Сразу после Октябрьской революции Ильинская площадь была переименована в Советскую. К тому времени она уже утратила административное значение, так как новые органы власти к тому времени были размещены на других улицах. Бывшее здание Присутственных мест было передано обувной фабрике «Победа Октября» (будущая фабрика «Рязаньвест»), которая размещалась там до начала 2010 годов. Тем не менее, до 1930-х годов на площади устраивались демонстрации и проходили митинги.
В 1918 году у Глебовского моста начались кремлёвские захоронения красноармейцев и революционеров, которые продолжались вплоть до 1938 года. Позднее на их месте был открыт памятник борцам за Советскую власть.
В квартале Соборной улицы и Петрова размещают городской моторемонтный завод, полукруглые ангары которого выходили к Спасскому Яру и набережной. Позднее их снесут для установки памятника Сергею Есенину. Внизу, в долине Трубежа во время разлива устанавливают дополнительную пристань для швартования пассажирских судов. Рядом с ней находились грузовые пакгаузы. К пристани вела Нижняя Трубежная набережная, которая шла от современного Кремлёвского вала, под арку Глебовского моста прямо к реке.

### Соборный парк
В 1950-е годы председатель рязанского обкома КПСС Алексей Ларионов разворачивает в городе масштабную послевоенную реконструкцию. Одним из её пунктов было создание на месте бывшей Советской площади нового городского парка. В 1951 году пространство парка обнесли чугунным забором с ажурными решётками и каменными вазонами для цветов. Внутри планируют аллеи с коваными фонарями и скамьями для отдыха. В центре парка устанавливается памятник Иосифу Сталину, а вокруг — классические парковые скульптуры того времени. Горисполком строит четыре фонтана — два из них на восточной боковой аллее, один на Спасском Яре и ещё один — на третьей Трубежной набережной. Памятник Сталину впоследствии был заменён на скульптуру советской семьи. Ильинская церковь в 1953 году существенно перестраивается, и превращается в городской лекторий общества «Знание». На месте бывшей Триумфальной арки появляются классические пропилеи, формирующие центральный вход в парк и кремль. Входные группы оформляются также на боковых входах. К центральному входу прокладывается линия городского троллейбуса.
В газете «Сталинец» была опубликована заметка о реконструкции Советской площади:
Не узнать Советскую площадь! Как изменилась она за прошлое лето! Радует глаз прохожего зеленый ковер. Вокруг рассажены молодые деревья, разбиты цветники и газоны. У входа — две арки. Такие же арки сооружаются у входа на площадь со стороны улицы Пушкина (Кремлевский вал). В центре оборудуются два фонтана и будут установлены скульптуры. Весной будущего года на площади будет произведена посадка деревьев, а в центре площади устанавливается скульптура вождя народов, друга и учителя трудящихся товарища Сталина
Позднее, благоустраивается также и верхняя Трубежная набережная — здесь появляется прогулочный променад, места отдыха и цветники. В 1953 году в квартале Драматического театра строится классическое здание кинотеатра «Мир», напротив которого появляется третья Верхняя Трубежная набережная с фонтаном.
В 1975 году на Спасском Яру был торжественно открыт памятник С. А. Есенину. К 900-летнему юбилею города, в начале 1990-х годов проходит очередная реконструкция парка. На месте бывшего памятника Сталину возводится часовня 900-летия города, построенная в честь всех рязанских святых. В 1995 году Соборный парк принимает гостей по случаю торжеств в честь 900-летнего юбилея города.
В 2009 году заканчивается реставрация Глебовского моста, которому архитекторы вернули первоначальный вид. В 2014 году на второй Верхней Трубежной набережной был установлен памятник защитникам Отечества, павшим в войне 1812 года. Здание Ильинской церкви становится административным помещением Рязанской епархии.
С 2024 года началась очередная реконструкция парка, в ходе которой планируется обновить плиточное покрытие, отреставрировать ограду набережных, построить фонтаны и сформировать новые общественные пространства.

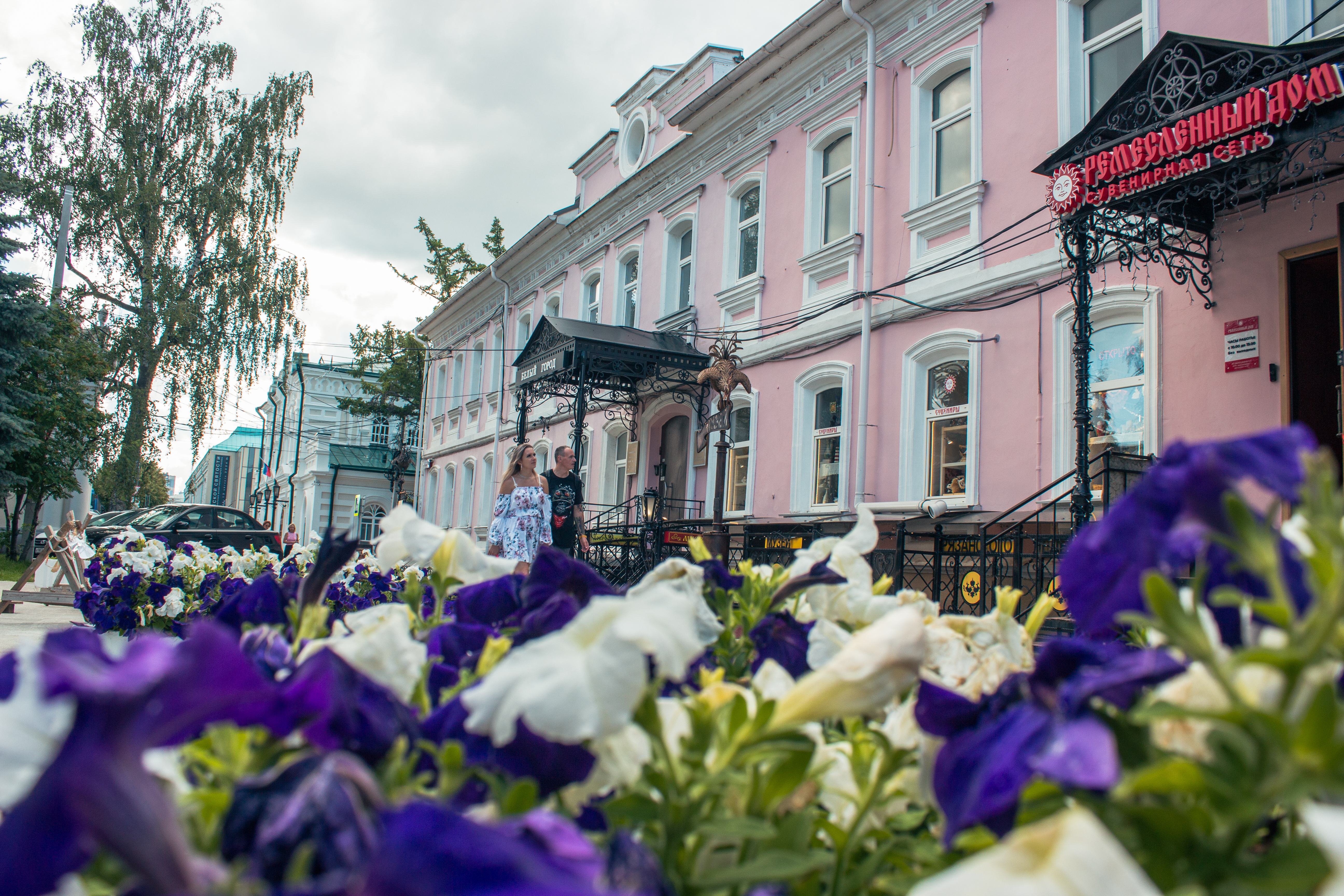
Ансамбль Соборной улицы
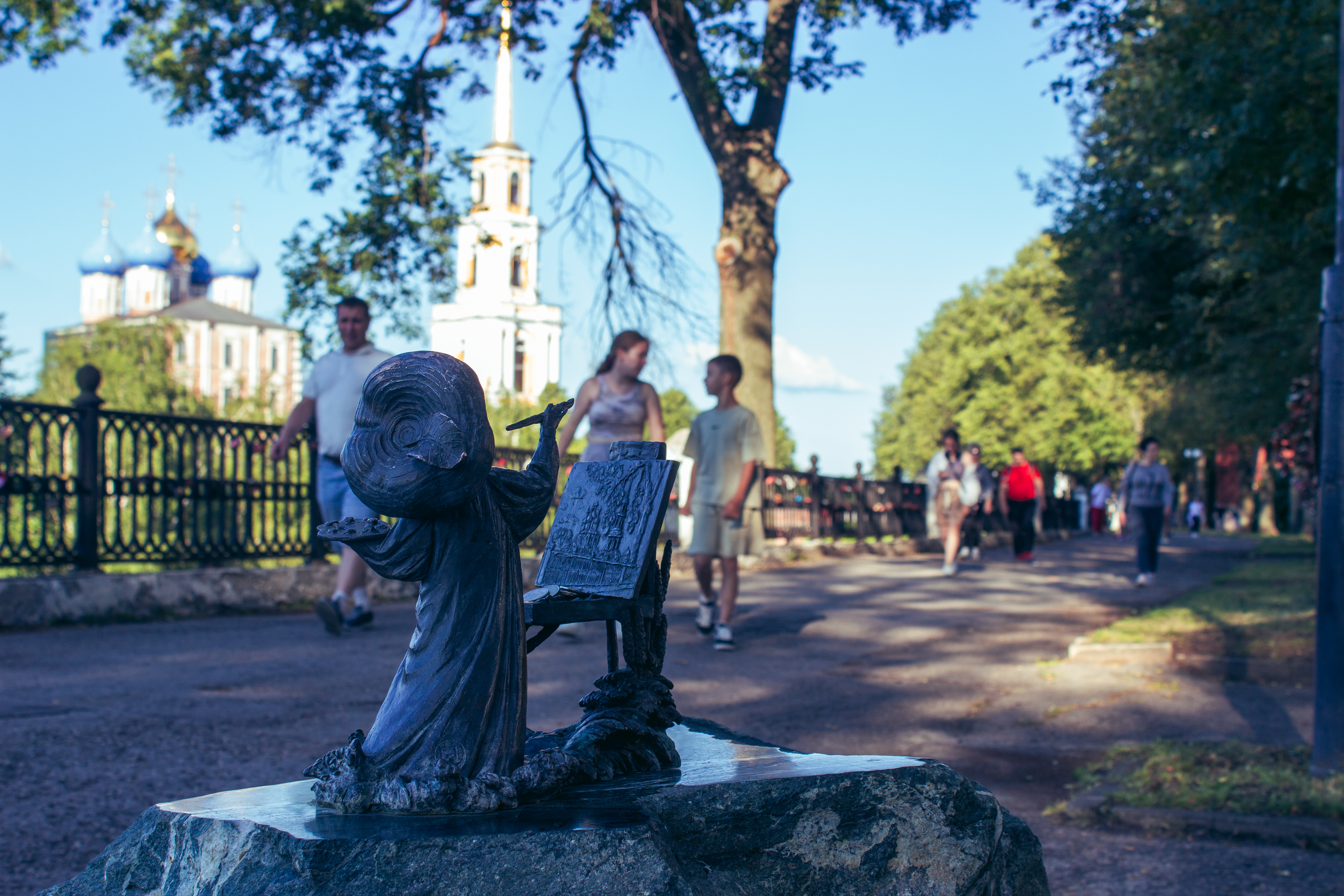
На Трубежной набережной
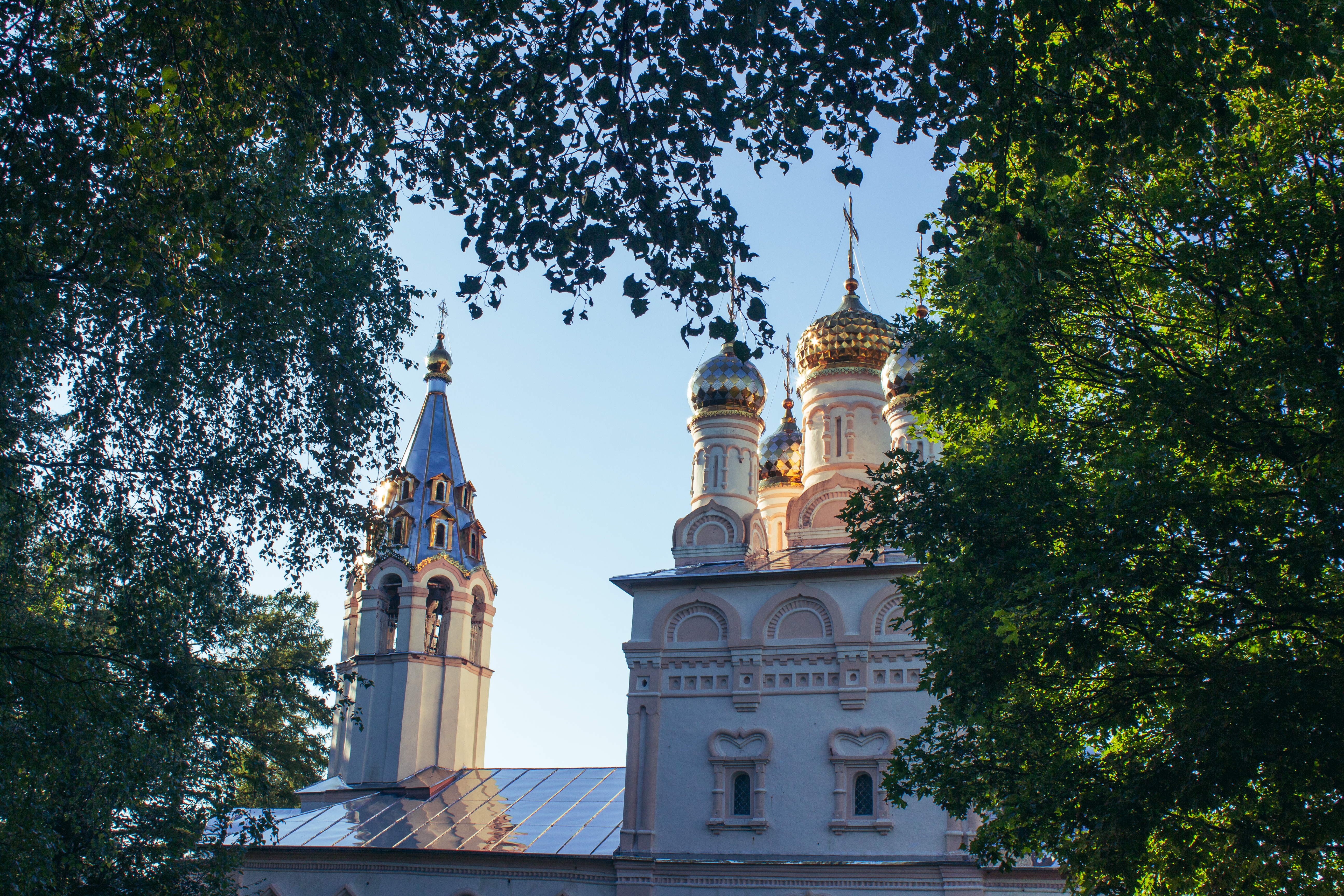
Храм Спаса-на-Яру
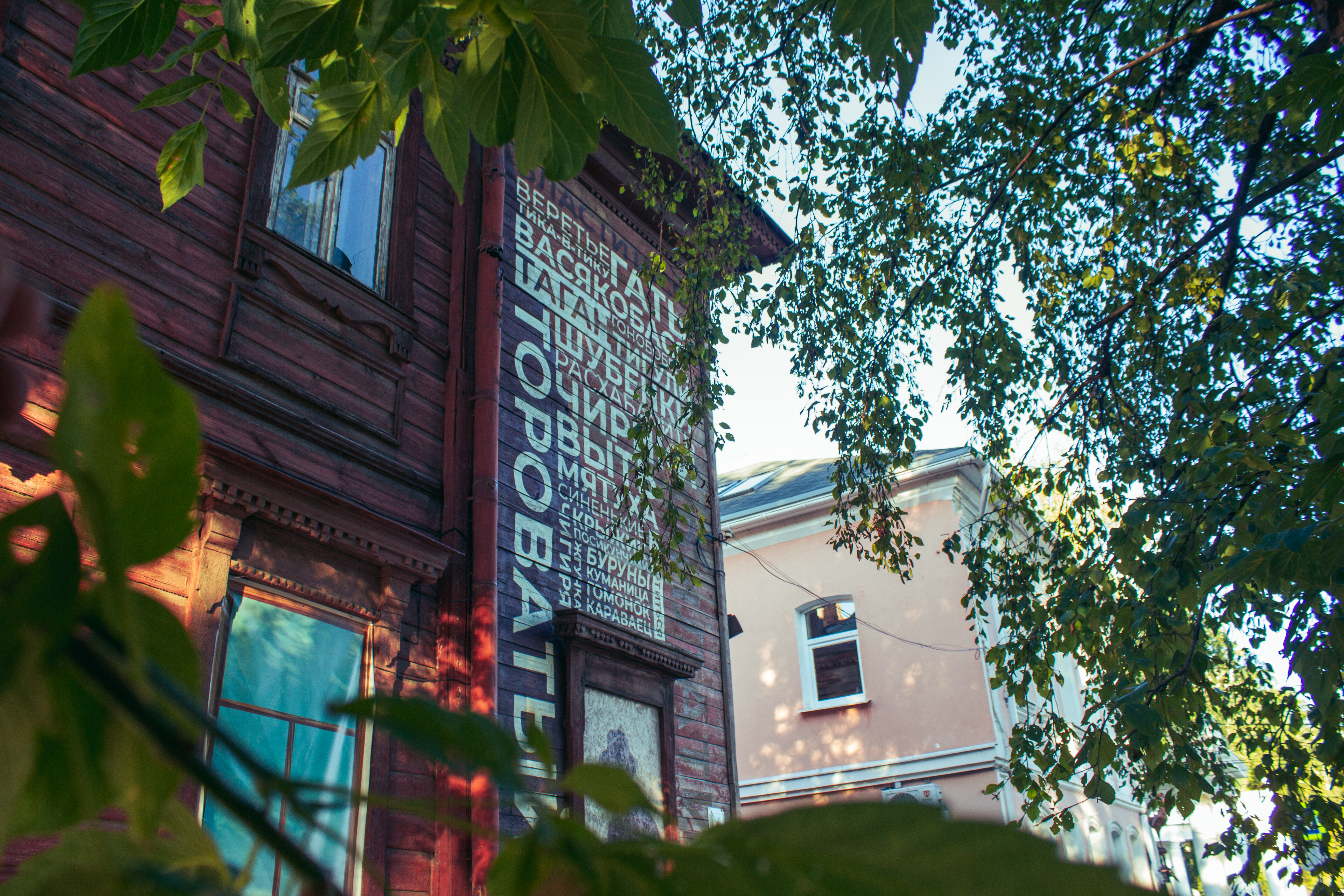
Дома на улице Петрова
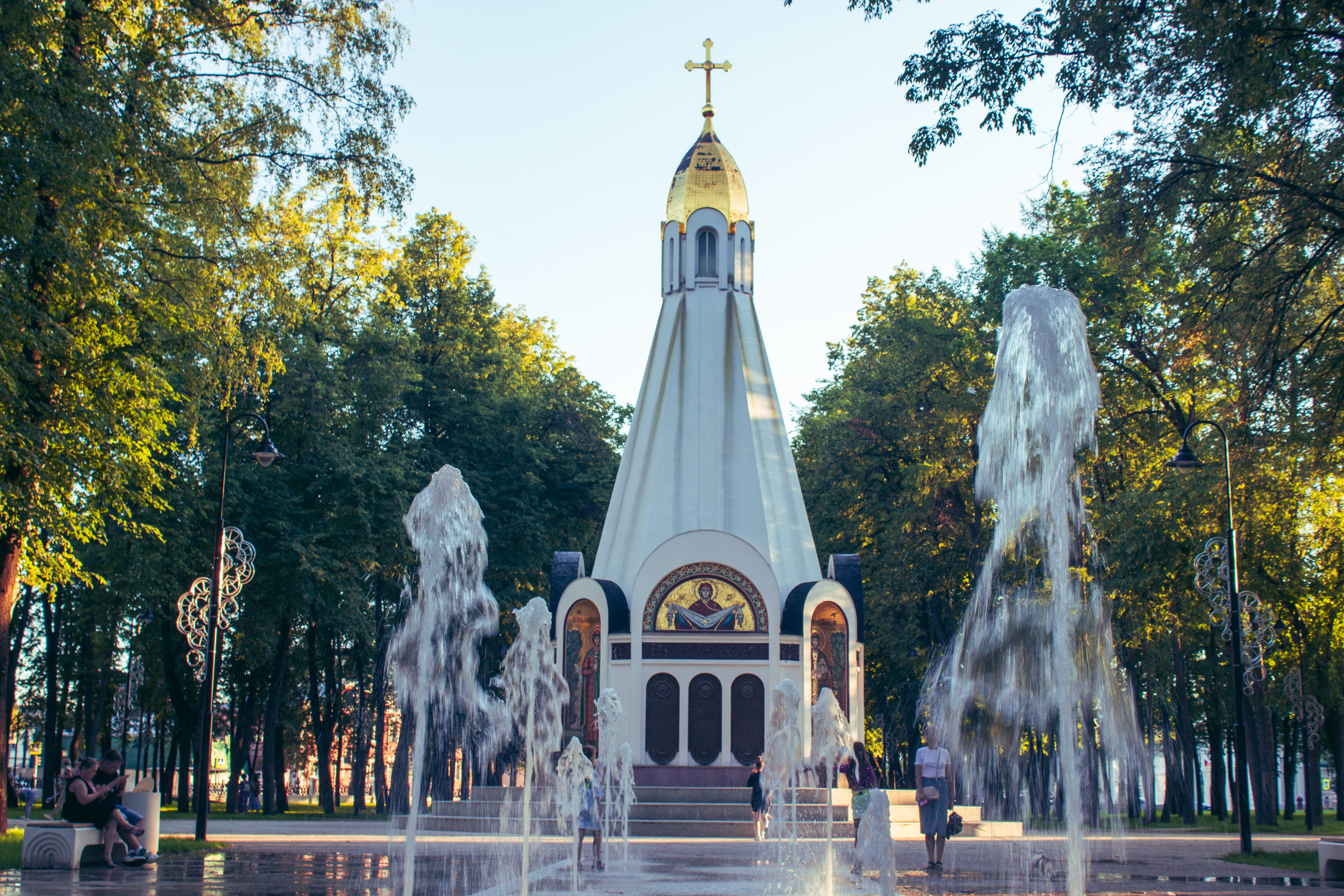
Фонтаны перед часовней 900-летия Рязани

## Архитектурный ансамбль

### Храмы
Ильинская церковь
Первая церковь была деревянной и находилась на территории городской крепости. Затем в 1679 году она была перенесена за Глебовские ворота в Острог. В 1699—1700 годах деревянная церковь заменили на каменную. Её возвели из того самого кирпича, который остался при обрушении второго Успенского собора Рязанского кремля, построенного с ошибками московскими зодчими. Далее, вплоть до начала XX века церковь подвергается разнообразным перестройкам и ремонтам. Затем, в 1950-х годах здание было перестроено под лекторий всесоюзного общества «Знание». В 1990-х годах его планировали перестроить под дворец бракосочетания. В 2000 году здание было передано рязанской епархии, которая открыла здесь своё управление.
Ильинская церковь примечательна тем, что именно в её архивах сотрудники Рязанской Учёной архивной комиссии обнаружили Следованную псалтырь, на страницах которой была найдена запись об основании Рязани.
Храм Спаса-на-Яру
Богато украшенное здание храма расположено на высоком обрыве — Яру. Точная дата строительстве здесь церкви неизвестна. Однако, сохранилось название одной из угловых крепостных башен Кремля, которая стояла параллельно Яру ещё в средние века, и имела название Спасской. Существующая каменная церковь с пятью главами и шатровой колокольней была выстроена в 1695 году. В иконостасе церкви сохранились древние иконы. Одна из них — Нерукотворный образ Спаса был укреплён на Спасской башне, а после её сноса перенесён сюда. С 1935 года в помещениях церкви находилась городская морская школа ДОСААФ. В 1995 году храм был возвращён Рязанской епархии.

### Гражданские здания
Здание присутственных мест

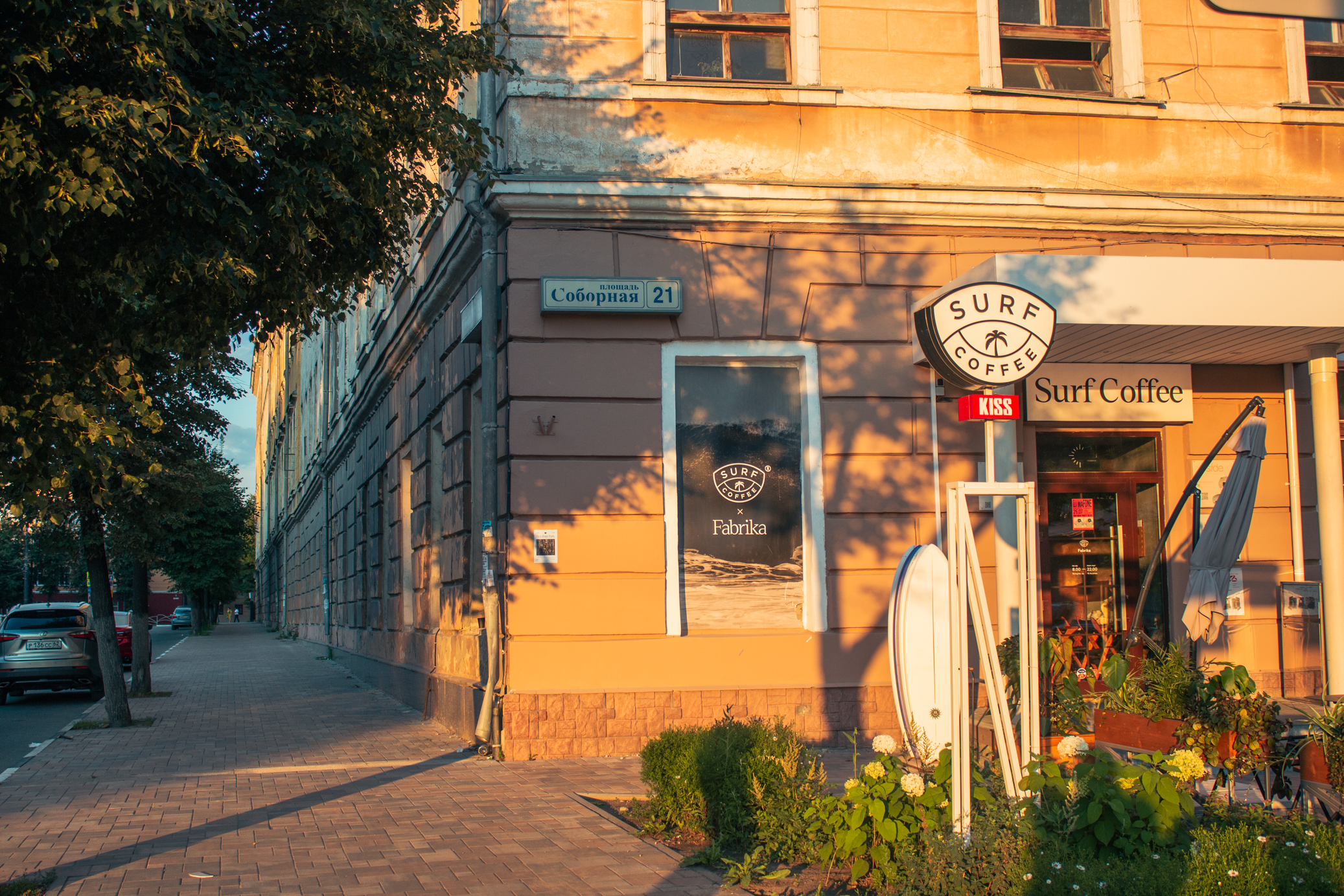
Губернское управление

Здание для работы губернского аппарата было построено на Ильинской площади в 1786 году. Это было второе здание города, которое было возведено в рамках принятого генерального плана, подаренного Рязани императрицей Екатериной II. Первоначально, проект здания предполагал больший размах и пышность, однако из-за начавшейся русско-турецкой войны здание было построено с сильными сокращениями и изменениями. В частности, внутри него было размещено множество учреждений, для которых первоначально спроектированы отдельные здания вокруг площади. В 1889 году, к своему столетнему юбилею оно было отремонтировано и достроено — внутри появилась новая чугунная лестница и две голландские печи. Через 10 лет в пространстве за губернским управлением рязанскими гимназистами был разбит бульвар имени Пушкина.
В Советское время бывшие Присутственные места были переданы обувной фабрике «Победа Октября». В 1950-е годы фабрика потребовала расширения, в связи с чем к зданию достроили два этажа, несколько боковых пристроек и гаражный комплекс.
Сегодня здание рязанских Присутственных мест признано объектом культурного наследия. Фабричные мощности отсюда были выведены, а помещения подверглись реновации.

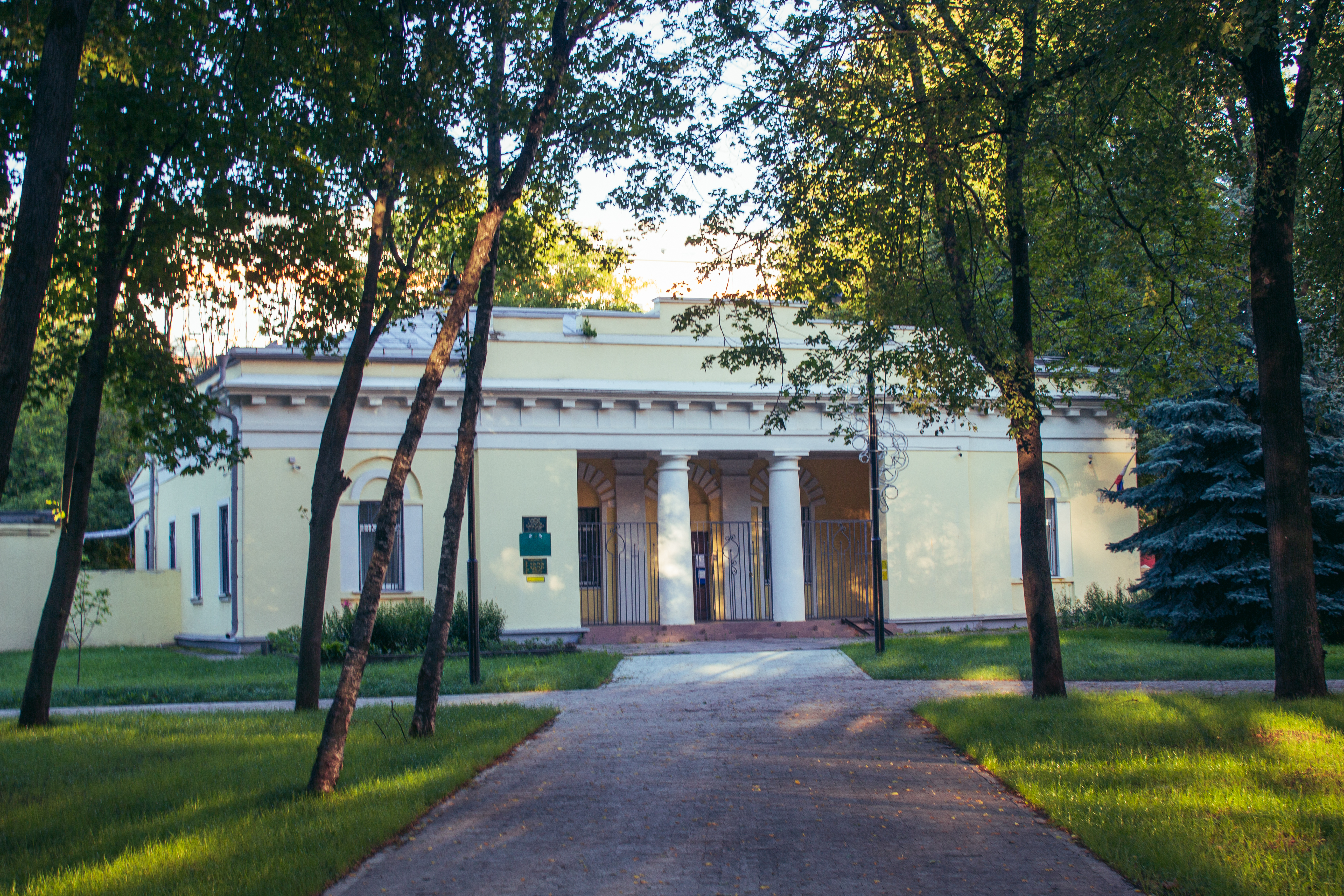
Здание гарнизонной гауптвахты
Гауптвахту начал строить в 1835 году губернский архитектор, а достраивал уже следующий архитектор Н. И. Воронихин. В 1930-е и 1980-е годы помещения реконструировали и существенно расширили дополнительными, которые были ликвидированы в начале XXI века при реставрации. Сегодня здесь располагается отделение Росздравназдора.
Ансамбль Соборной улицы и улицы Петрова
Жилые дома здесь начали строить в середине XIX века, когда от первоначального административной функции Ильинской площади отказались. Владельцами были различные купцы, жившие здесь сами, или построившие доходные дома. В первой половине XX века в этом квартале располагались моторемонтные мастерские, полукруглые ангары которых стояли рядом со Спасским Яром. Впоследствии, при установке памятника Сергею Есенину, их снесли. Сегодня в этих домах расположены заведения общественного питания, сувенирные магазины, административные и офисные помещения. Между домами под номером 8 и 10 находится самая короткая улица — переулок Счастья.

### Скульптуры и памятники
С. А. Есенину
В советское время на месте памятника находился фонтан со скульптурой лосей. Отсюда был выход к кинотеатру «Мир» и третьей Трубежной набережной. Памятник был открыт 2 октября 1975 года к 80-летию со дня рождения поэта. На церемонии открытия присутствовали сестры поэта Екатерина и Александра и его старший сын Константин Есенин. Авторы монумента — известный советский скульптор, народный художник СССР и академик АХ СССР А. П. Кибальников и архитектор Бегунц Рубен Аветисович.
Олегу Рязанскому
Памятник самому известному их рязанский князей — Олегу Ивановичу планировали построить ещё в конце XIX века, к юбилею 800-летия города., однако эти планы так и не были воплощены. Памятник был открыт только в 2007 году, в рамках празднования 70-летия Рязанской области. Установлен в самом центре Соборной площади, неподалёку от парка. Памятник преподнёс в дар городу автор монумента — скульптор Зураб Церетели.
Сергию Радонежскому
Памятник был установлен в 2016 году, в день 630-летия со дня встречи с Олегом Рязанским, памятник которому стоит неподалёку. В 1386 году Сергий Радонежский по просьбе Дмитрия Донского отправился в Переяславль, с просьбой о примирении рязанского князя с московским. В результате дипломатическом миссии Рязань подписала договор о мире, который до сих пор хранится в коллекциях историко-архитектурного музея-заповедника.
Героям гражданской войны

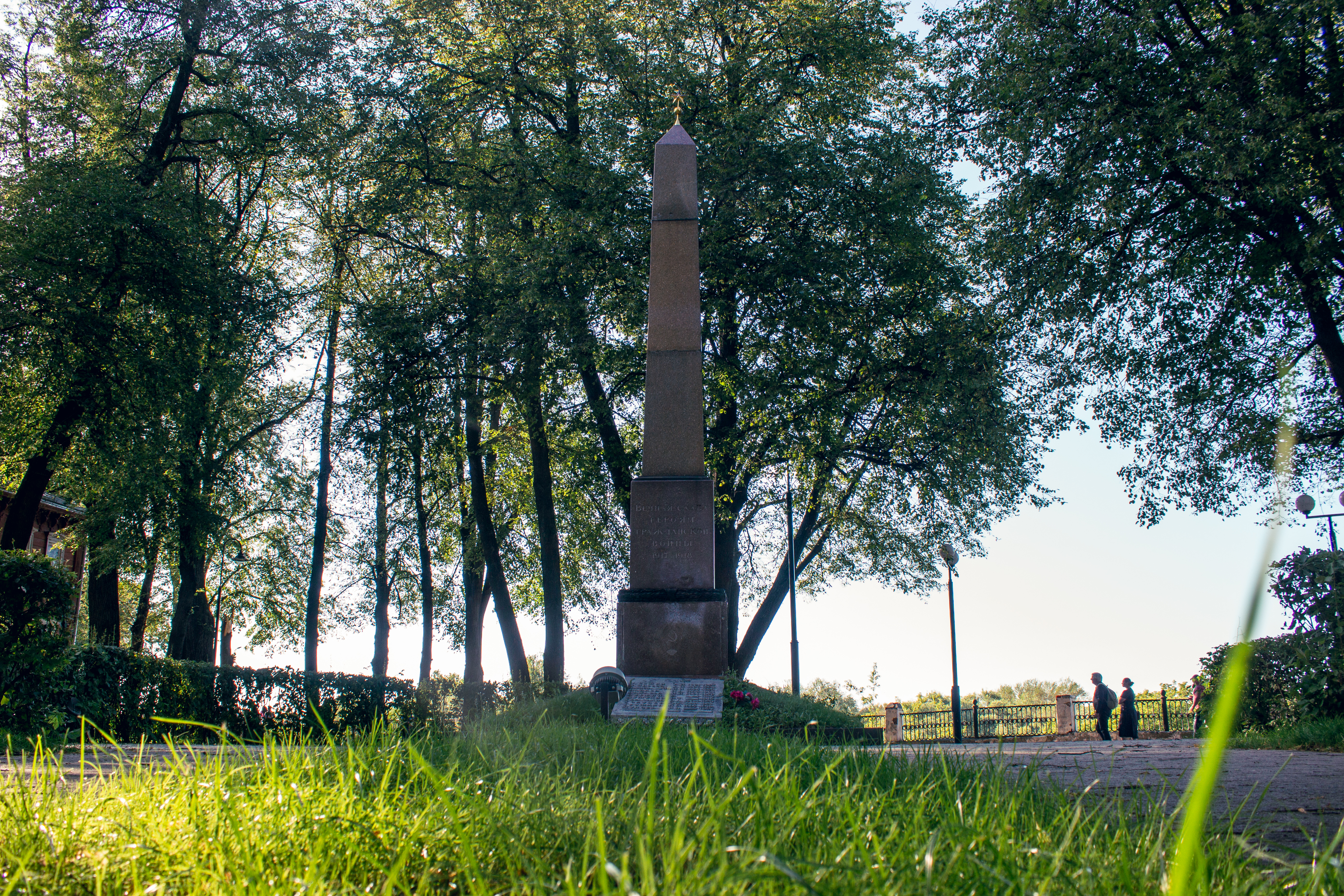
Стела Героям гражданской войны

Гранитный обелиск с золотой звездой на вершине установлен на месте кремлёвских захоронений, которые проходили здесь с 1918 года. В те времена, рядом с Глебовским мостом располагался отвесный уступ, почти треугольный в плане. Первоначальный обелиск, гораздо более низкий был построен на нём и располагался ближе к краю холма. В 1951 году, в рамках реставрации кремля начались работы по укреплению склонов холмов. Уступ был ликвидирован и подсыпан, сформировав таким образом непрерывный путь набережной до Глебовского моста.
Новый обелиск был сооружён в 1952 году в день 35-летия Октябрьской революции. Автором памятника стал Николай Сидоркин. В то время на гранях обелиска значилось всего 6 имён, остальные были утрачены. В 1984 году проходила реставрация памятника, во время которой рязанским краеведом Н. В. Колдиным были восстановлены почти все забытые имена — на гранитных плитах было выбито ещё 43 имени. 7 ноября 1987 года обелиск был открыт вновь. В 2024 году были проведены работы по благоустройству прилегающей территории и подсветке монумента.
Обелиск защитникам отечества в войне 1812 года
Обелиск из белого мрамора с имперским орлом в навершии за авторством Алексея Анисимова, был открыт на второй Верхней Трубежной набережной в 2013 году. В войне 1812 года в сражениях пал 14 141 рязанец, из них 10 529 — крепостные крестьяне.
Закладной камень Переяславля-Рязанского
Огромный символический закладной камень установлен на центральной аллее парка. Идея поставить в Переяславле монумент возникла как ответ на подобный камень, который был найден в лощине, неподалёку от остатков крепостных стен Старой Рязани.
На камне выбита цитата из Следованой псалтыри, на страницах которой была найдена дата об основании Рязани. Книга была найдена в Ильинской церкви, рядом с которой сегодня и находится монумент.
Пропилеи Главного входа
Парадный вход в парки и кремль оформлен в виде классических античных пропилей. Они отмечают место, на котором в 1895 году была построена Триумфальная арка 800-летия Рязани. Арка была деревянной. Планировалось позднее заменить её на постоянную каменную, однако события начала XX века не дали сделать этого. Современные здания возвели в 1950-х годах в рамках создания Соборного парка.

## Интересные факты
- Несмотря на то, что Ильинская площадь до начала революций была главной административной площадью города, за зданием Присутственных мест находилась более малая по размеру Губернская площадь.
- Сразу после Октябрьской революции Ильинская площадь была переименована в Советскую, а улица Соборная — в улицу Революции. Когда в 1950-х годах на месте площади был посажен парк, Советская площадь перестала существовать, а небольшая площадь перед зданием драматического театра получила название площади Революции. Уже в конце 1980-х годов на улице Революции начали строить большое здание Дома Советов. Перед ним планировалось сформировать площадь, которую также хотели назвать Советской. После 1991 года здание было передано Центральному банку, а площадь перед ним была превращена в сквер. В 2014 году на его месте началось строительство музейного центра на Соборной.